# 4876 Strabo
A 4876 Strabo (ideiglenes jelöléssel 1133 T-2) a Naprendszer kisbolygóövében található aszteroida. Cornelis Johannes van Houten,  Ingrid van Houten-Groeneveld,  Tom Gehrels fedezte fel 1973. szeptember 29-én.